# Противоотрова
Противоотровите са химични вещества, които съкращават, потискат или напълно неутрализират действието на отровите. Според начина си на действие противоотровите се делят на две големи групи: общи и специфични противоотрови.

## Общи противоотрови
Общите противоотрови забавят проникването и натрупването на отровите в организма, и ускоряват тяхното изхвърляне. Към общите противоотрови се отнасят следните групи лекарства:
- еметици – предизвикват повръщане
- диуретици – силно увеличават бъбречната пропускливост
- слабителни – силно ускоряват изхождането на чревното съдържание
- адстрингенти – след вътрешно приемане силно свиват и уплътняват лигавицата на стомашно-чревния тракт; така значително се забавя проникването на погълнатите отрови в кръвта
- аб- и адсорбенти – порьозни и повърхностно-активни вещества, които след поглъщане аб- или адсорбират значителна част от стомашно-чревното съдържание

## Специфични противоотрови
Специфичните противоотрови проявяват своето действие по два основни начина:
- избирателно се свързват с проникналите в организма отрови и образуват с тях безвредни комплекси, или
- избирателно активират само потиснатите от отровата функции на организма

| ОТРОВА                       | ПРОТИВООТРОВА                                                 |  |
| ---------------------------- | ------------------------------------------------------------- |  |
| Парацетамол (Ацетаминофен)   | N-ацетилцистеин                                               |  |
| Антихолинергици              | Физостигмин                                                   |  |
| Антикоагуланти               | Витамин „К“, Протамин                                         |  |
| Бензодиазепини               | Флумазенил (но невинаги!)                                     |  |
| Ботулинусово отравяне        | Ботулинов антитоксин                                          |  |
| β-блокери                    | Глюкагон                                                      |  |
| Блокери на калциевите канали | Калций, Глюкагон                                              |  |
| Холинергици                  | Атропин, Пралидоксим                                          |  |
| Цианиди                      | Амилов и натриев нитрит, Натриев тиосулфат, Хидроксикобаламин |  |
| Дигоксин                     | Дигоксинни антитела                                           |  |
| Желязо                       | Дефероксамин                                                  |  |
| Изониазид                    | Пиридоксин                                                    |  |
| Олово                        | ЕДТА                                                          |  |
| Нитрати и нитрити            | Метиленово синьо                                              |  |
| Опиати                       | Налоксон                                                      |  |
| Етиленгликол (антифриз)      | Етанол, Фомапизол                                             |  |
| Метанол                      | Етанол, Фомапизол                                             |  |